# Saint-Michel-des-Andaines
Saint-Michel-des-Andaines és un municipi francès situat al departament de l'Orne i a la regió de Normandia. L'any 2007 tenia 318 habitants.

## Demografia

### Població
El 2007 la població de fet de Saint-Michel-des-Andaines era de 318 persones. Hi havia 134 famílies de les quals 41 eren unipersonals (26 homes vivint sols i 15 dones vivint soles), 41 parelles sense fills, 37 parelles amb fills i 15 famílies monoparentals amb fills.
La població ha evolucionat segons el següent gràfic:
Habitants censats

### Habitatges
El 2007 hi havia 180 habitatges, 140 eren l'habitatge principal de la família, 22 eren segones residències i 18 estaven desocupats. 168 eren cases i 11 eren apartaments. Dels 140 habitatges principals, 96 estaven ocupats pels seus propietaris, 42 estaven llogats i ocupats pels llogaters i 3 estaven cedits a títol gratuït; 6 tenien una cambra, 11 en tenien dues, 20 en tenien tres, 43 en tenien quatre i 59 en tenien cinc o més. 118 habitatges disposaven pel capbaix d'una plaça de pàrquing. A 72 habitatges hi havia un automòbil i a 62 n'hi havia dos o més.

### Piràmide de població
La piràmide de població per edats i sexe el 2009 era:
| Homes | Edats   | Dones |
| ----- | ------- | ----- |
| 0     | 95 o +  | 0     |
| 0     | 90 a 94 | 0     |
| 4     | 85 a 89 | 0     |
| 4     | 80 a 84 | 4     |
| 4     | 75 a 79 | 8     |
| 12    | 70 a 74 | 8     |
| 16    | 65 a 69 | 20    |
| 12    | 60 a 64 | 4     |
| 8     | 55 a 59 | 8     |
| 28    | 50 a 54 | 20    |
| 16    | 45 a 49 | 8     |
| 8     | 40 a 44 | 8     |
| 4     | 35 a 39 | 4     |
| 8     | 30 a 34 | 20    |
| 8     | 25 a 29 | 0     |
| 4     | 20 a 24 | 4     |
| 12    | 15 a 19 | 4     |
| 20    | 10 a 14 | 16    |
| 12    | 5 a 9   | 0     |
| 0     | 0 a 4   | 12    |

## Economia
El 2007 la població en edat de treballar era de 192 persones, 137 eren actives i 55 eren inactives. De les 137 persones actives 122 estaven ocupades (68 homes i 54 dones) i 13 estaven aturades (7 homes i 6 dones). De les 55 persones inactives 29 estaven jubilades, 10 estaven estudiant i 16 estaven classificades com a «altres inactius».

### Ingressos
El 2009 a Saint-Michel-des-Andaines hi havia 150 unitats fiscals que integraven 344 persones, la mediana anual d'ingressos fiscals per persona era de 17.236,5 €.

### Activitats econòmiques
Dels 13 establiments que hi havia el 2007, 1 era d'una empresa de fabricació d'altres productes industrials, 2 d'empreses de construcció, 2 d'empreses de comerç i reparació d'automòbils, 1 d'una empresa de transport, 2 d'empreses d'hostatgeria i restauració, 1 d'una empresa de serveis i 4 d'entitats de l'administració pública.
L'únic servei als particulars que hi havia el 2009 era una fusteria.
L'any 2000 a Saint-Michel-des-Andaines hi havia 8 explotacions agrícoles que ocupaven un total de 430 hectàrees.

## Poblacions més properes
El següent diagrama mostra les poblacions més properes.